# عنفوز
عنفوز أو الدَعْكَر (الاسم العلمي Pomacanthus)، جنس أسماك بحرية من فصيلة ملائكية بحرية التي توجد عادة حول الشعاب المرجانية وفي الشعاب المرجانية. وبعض الأماكن البارزة التي يمكن للمرء أن يرى هذه الأسماك المتنوعة الألوان تشمل جزر المالديف وسريلانكا وسيبودان قبالة الساحل الجنوبي من صباح، ماليزيا. عموما، تخضع أنماط هذه الأسماك وألوانها لتحول كبير في الأشكال من النمو إلى البلوغ.